# وست سیتی گیت
وست سیتی گیت (به صربی: Western City Gate) یک سازه در صربستان است که در بلگراد واقع شده‌است.